# 비행운

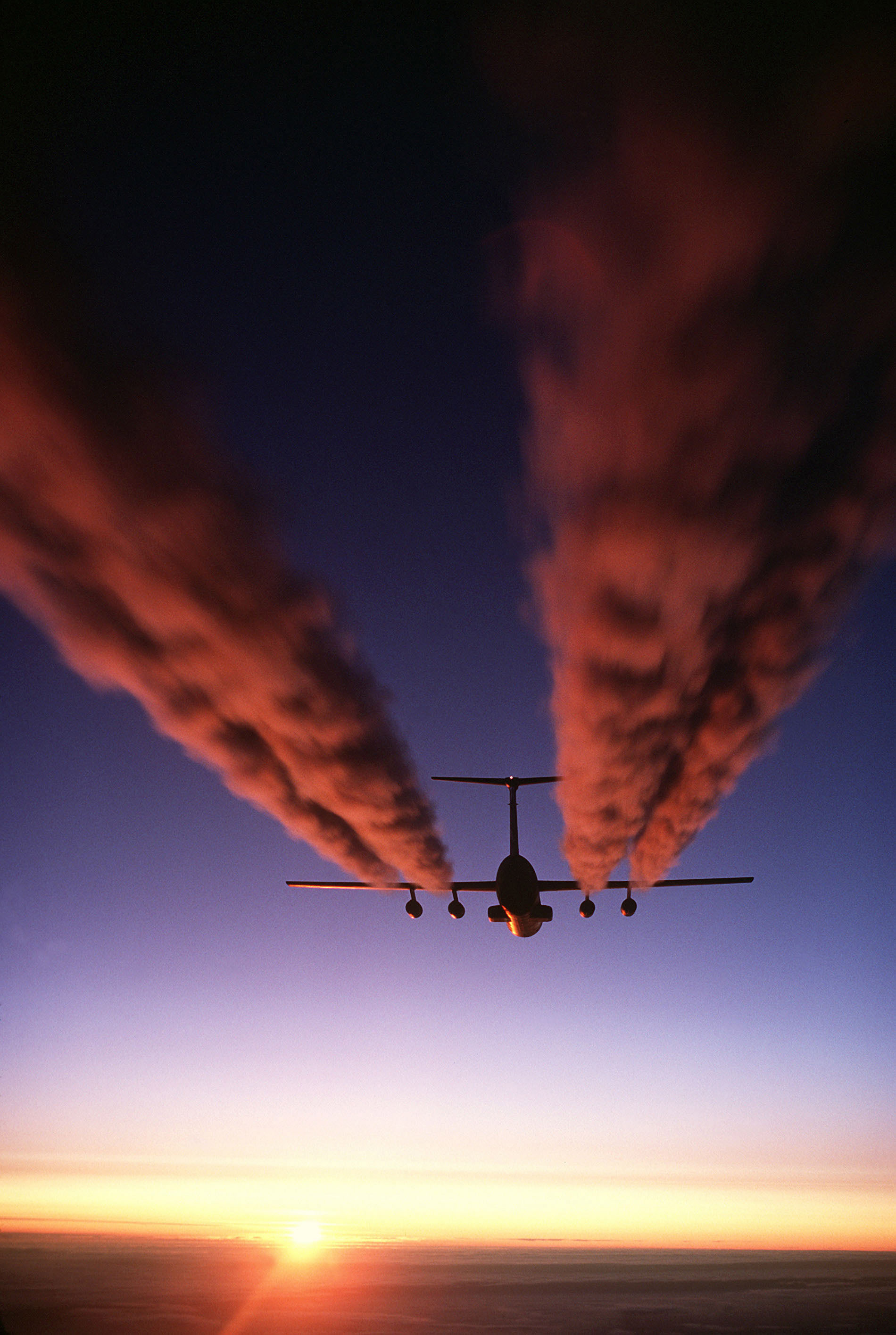
C-141 스타리프터의 비행운

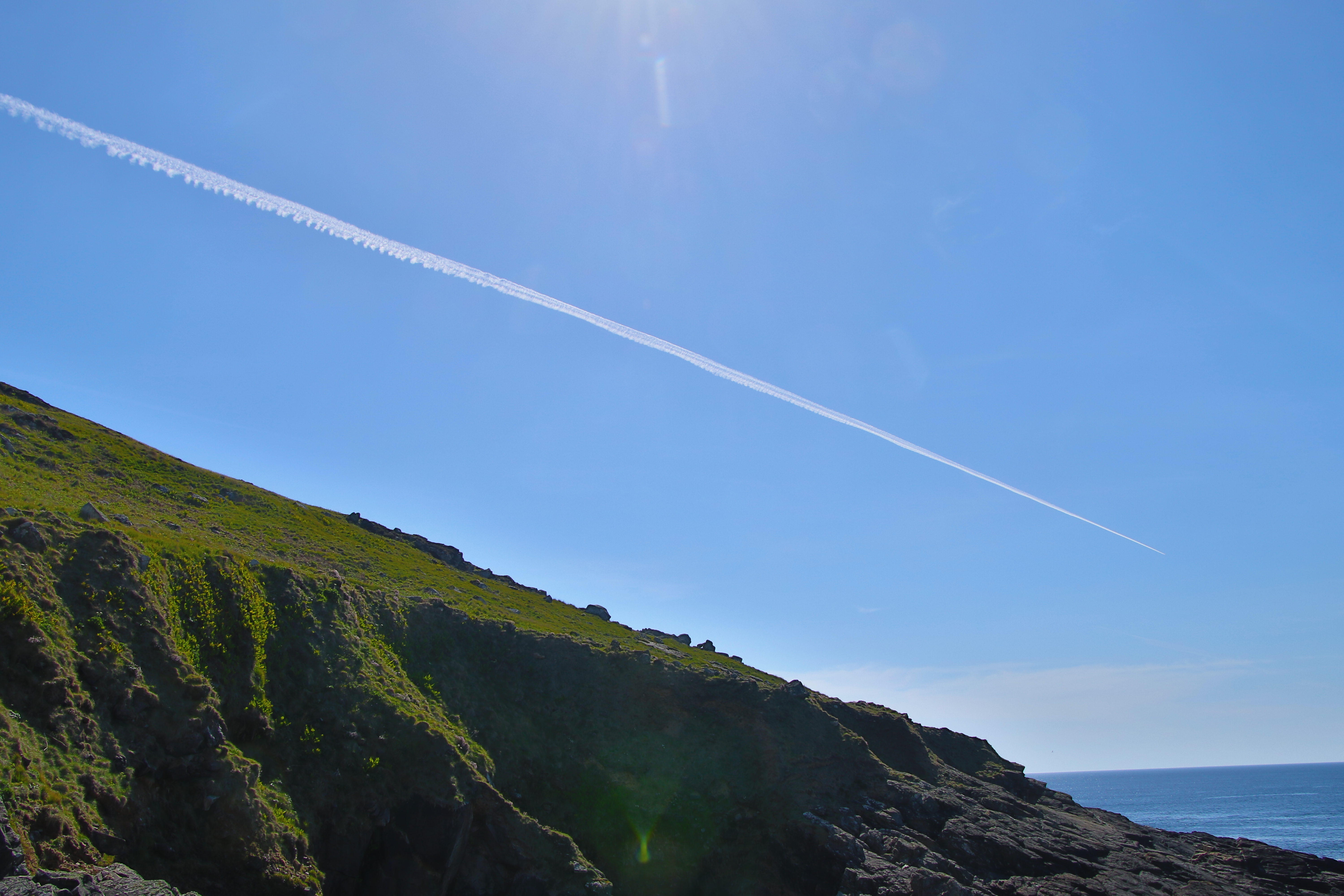
비행기 비행운

비행운(飛行雲) 또는 콘트레일(contrail)은 차고 습한 높은 고도에서 비행기가 날 때 비행기의 자취를 따라 뒤에 꼬리 모양으로 생성되는 얇은 구름을 말한다. 비행운은 작은 물방울과 얼음 결정으로 이루어져 있으며 공기중에 있는 수증기가 응결되거나 동결될 때 생긴다. 일반적으로 지구 표면에서 수 마일 떨어진 항공기의 순항 고도에서 발생한다. 상층의 기온이 낮고 습할수록 잘 나타난다.

## 같이 보기
- 켐트레일